# Reformierte Kirche Grub

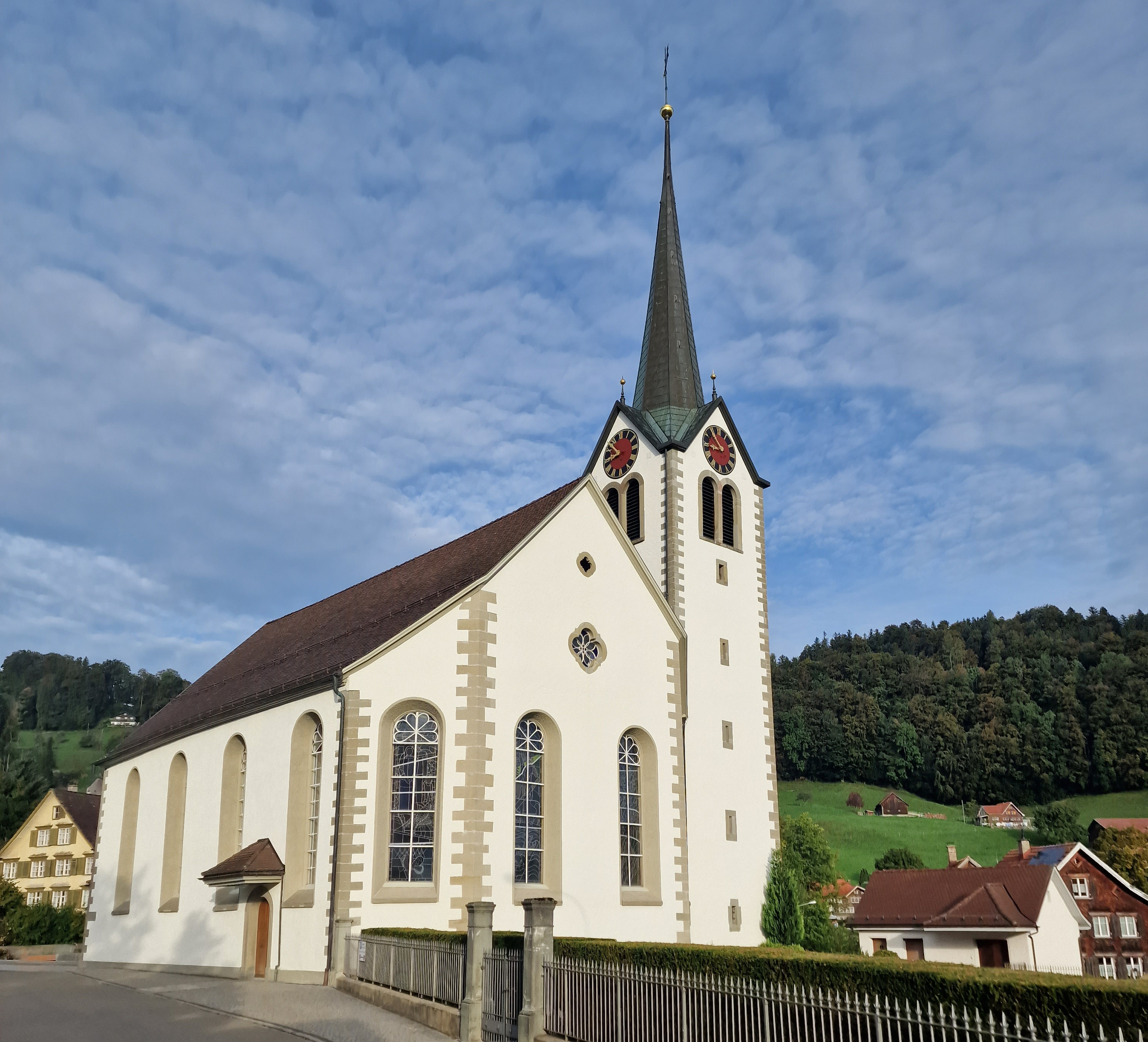
Reformierte Kirche Grub

Die reformierte Kirche Grub steht im Ortsteil Grub der Gemeinde Grub des Schweizer Kantons Appenzell Ausserrhoden. Die Kirche steht als Kulturgut der Kategorie B (mittlerer Stufe) unter Denkmalschutz.

## Geschichte
Vorläufer der heutigen Kirche war das ehemalige katholische Gotteshaus aus der Zeit um 1472, das nach der Reformation von beiden Bekenntnissen genutzt wurde. Da aber immer wieder Spannungen auftraten, kam es 1751 zum Loskauf der Kirche durch die Reformierten.
1752 wurde dann anstelle der ehemals katholischen Kirche die reformierte Kirche Grub neu errichtet. Planverfasser und Bauleiter war der Baumeister Jakob Grubenmann. Finanziert wurde das nun deutlich grössere Gotteshaus durch private Spenden, was auf einigen Wohlstand der damaligen Bewohner schliessen lässt. Restaurierungen wurden in den Jahren 1943 und 1952 durchgeführt.

## Beschreibung
Die geostete Saalkirche mit Satteldach schließt im Osten mit einem Dreiachtelschluss ab. Etwa auf Höhe des Chors ist auf der Nordseite ein Kirchturm angebaut, dessen Spitzhelm nach einem Brand 1859 nach dem Vorbild der Reformierten Kirche Hundwil ersetzt wurde. Im Westen, auf der Eingangsseite befindet sich ein Vorzeichen.
Im Innenraum ist der Chor durch zwei Stufen vom Kirchenschiff abgeteilt. Eine leicht gewölbte Felderdecke aus Lärchenholz schließt den Raum nach oben hin ab. Aus der alten Kirche wurden Kanzel und Taufstein aus dem Jahr 1691 übernommen. Glasfenster unter anderem mit Appenzeller Motiven 1976 wurden von Jakob Lämmler gestaltet.
In der Kirche befindet sich eine Orgel mit 15 Registern, die 1926 von der Firma Orgelbau Kuhn gebaut wurde. Zunächst war der Standort eine Seitenempore der Kirche, 1943 erfolgte eine Umsetzung auf die neue rückwärtige Westempore mit einer Erweiterung und Umdisponierung im zeittypischen Stil. Sie verfügt nun über 17 Register auf zwei Manualen und Pedal.